# 一宮城 (尾張国)
一宮城（いちのみやじょう）は、愛知県一宮市本町3丁目・大江にあった戦国・安土桃山時代の日本の城（平城）。

## 歴史
築城時期は不明（天文・弘治年間〈1532年-1558年〉?）である。
尾張国の一宮である真清田神社神主である関成重が、真清田神社、及びその領地を守るために築城した。関氏は清和源氏の子孫である。森可成の娘が関小十郎右衛門共成に嫁いだ事から、森氏との関わりが深く、後に関氏から森氏に養子へ出されたり、家督を継ぐ事があった。
関成重の子である関共成（関長安とも）は、織田信長、豊臣秀吉に仕えたが、1584年（天正12年）の小牧・長久手の戦いにて戦死する。
その後、織田信雄の家臣である不破広綱が入城するが、1590年（天正18年）に彼が去ると一宮城は廃城となる。

## 城跡
城跡は、県遺跡番号02Y008として埋蔵文化財包蔵地になっており、JR尾張一宮駅の東約650メートルに位置する。三菱UFJ銀行一宮支店の玄関先に石碑がある。周辺は本町商店街になっており、城の形跡は全くない。東西50メートル、南北90メートルの広さがあり土塁や堀で囲まれていたとされるが、埋蔵文化財包蔵地範囲は点的にしか示されていない。